# Power Rangers: Mystic Force
Power Rangers: Mystic Force (afgekort tot "PRMF") is de naam van het veertiende seizoen van de serie Power Rangers. Het seizoen werd uitgezonden van 20 februari 2006 t/m 4 november 2006, en bestond uit 32 afleveringen. Het verhaal is gebaseerd op de Sentai serie Mahou Sentai Magiranger

## Verhaallijn
Nog niet zo lang geleden, in een andere dimensie, vond een oorlog plaats. Een leger ondoden, onder leiding van een sterke krijger, begon de dimensie te veroveren met als doel door te dringen naar de wereld van de mensen. Ze werden gestopt door een groep van vijf tovenaars. De sterkste van hen, de rode tovenaar, wist met een spreuk de ondoden terug te drijven naar de onderwereld. Vervolgens ging hij zelf de onderwereld in om het werk af te maken, maar liet de gatekeeper Niella de poort sluiten.
Maar met de overwinning kwam ook een groot verlies, de Rode tovenaar, Leanbow, keerde niet terug.
Niemand in de mensenwereld was zich bewust van de grote oorlog, of het offer dat de vijf tovenaars brachten om hun wereld te redden. Niemand weet dan ook dat de ondoden op het punt staan terug te keren.
Vijf tieners uit de stad Briarwood worden door de tovenares Udonna uitgekozen om net als zij Power Rangers te worden. Udonna verliest echter haar rangerkrachten wanneer de wolf-ridder Koragg haar verslaat in een gevecht. Het is nu aan de vijf nieuwe Rangers om Briarwood te beschermen tegen de onderwereld Demonen zoals de mysterieuze “Master”, Morticon, Necrolai, Koragg en de ondode monsters.
Clare, Udonna's assistent, ontdekt dat zij de dochter is van Niella en voorbestemd om de nieuwe Gatekeeper te worden. Morticon gebruikt haar om de poorten weer te openen en uit de onderwereld te ontsnappen. Hij wordt hier verslagen door de Rangers, geholpen door Udonna en Clare.
Om te voorkomen dat Koragg nu de ondoden-leider wordt, bevrijdt Necrolai de mummie-tovenaar Imperious uit de relikwie waar hij in opgesloten zat. De Rangers krijgen op hun beurt hulp van de Solaris Knight Daggeron en zijn Djinn Jenji.
Wanneer Imperius de legend-krachten van de Rangers steelt om de meester van de ondoden, Octimus, te laten ontsnappen uit de onderwereld wordt de waarheid over Koragg onthuld. Hij is in werkelijkheid Leanbow, de tovenaar die sinds het gevecht twintig jaar geleden werd vermist. Het nieuws dat Nick zijn zoon is zorgt ervoor dat Leanbow weer zichzelf wordt. Hij slaagt erin The Master weer te verslaan, maar lijkt daarbij zelf ook om te komen.
Kort hierop laat Necrolai de tien sterkste ondoden genaamd de Ten Terrors vrij om de rangers te verslaan. De Terrors sporen Leanbow, die nog in leven blijkt te zijn, op en bevrijden The Masters ziel van Leanbow. The Master gebruikt het lichaam van de Terror Matoombo om zichzelf weer een nieuw lichaam te geven, en valt de Magische dimensie aan. Hierop opent hij persoonlijk de aanval op Briarwood. De Rangers weten hem uiteindelijk te verslaan wanneer alle inwoners van Briarwood, en de magische wezens van het bos tegen de Master samenspannen en de Rangers extra kracht geven.

## Karakters

### Mystic Rangers
In het bos vlak naast Briarwood is een poort naar de dimensie waar jaren geleden de grote oorlog plaatsvond. Het bos is het thuis van veel magische wezens. Hier bevindt zich ook het hoofdkwartier van de Rangers.
- Nick Russell/Rode Mystic Ranger: Nick is nieuw in Briarwood. Hij arriveert op een dag met als doel bij zijn zus in te trekken. Hij besteedt het merendeel van zijn tijd aan werken aan, en rijden op zijn motorfiets. Hij geloofde aanvankelijk niet in magie en wordt daardoor als laatste een Ranger. Hij heeft de macht over vuur. Nick werd als baby geadopteerd en weet in het begin niets over zijn verleden en zijn echte ouders. Later wordt onthuld dat hij in werkelijkheid Bowen is, de zoon van Udonna en Leanbow. Als de zoon van de sterkste krijger en de sterkste tovenares ooit is het zijn lot om de ondoden voorgoed te verslaan, wat hem tot doelwit van de Ten Terrors maakt. Hij krijgt later de mogelijkheid om met Fire Hearth te combineren tot de Red Dragon Fire Ranger. Nadat The Master is verslagen verlaat Nick samen met Udonna en Leanbow Briarwood om zijn adoptieouders op te zoeken.
- Vida Rocca/Roze Mystic Ranger: Vida is in tegenstelling tot haar verlegen zus bikkelhard. Ze is het type van “geen woorden, maar daden” en zou een deur liever intrappen dan hem gewoon openen. Ze kan zichzelf in van alles veranderen en heeft de macht over wind.
- Charlie “Chip” Thorn/Gele Mystic Ranger: Chip is een dagdromer die vaak in zijn eigen realiteit leeft. Al van jongs af aan droomt hij ervan ooit een superheld te worden. Als Gele Ranger komt deze droom eindelijk voor hem in vervulling. Hij heeft de macht over bliksem. Hij ondergaat later training tot ridder door Daggeron.
- Xander Bly/Groene Mystic Ranger: met zijn eeuwige glimlach en charisma weet hij altijd anderen over te halen iets voor hem te doen. In zijn vrije tijd houdt hij van skateboarden. Hij woont sinds een jaar in Briarwood en kwam oorspronkelijk uit Australië. Hij heeft de macht over de natuur.
- Madison Rocca/Blauwe Mystic Ranger: de stille van de groep. Ze heeft bijna altijd haar camera mee omdat ze zichzelf het beste kan uitdrukken via haar films. Hoewel ze soms verlegen overkomt heeft ze de juiste kwaliteiten om de Blauwe Ranger te zijn. Ze heeft de macht over water.
- Daggeron/Solaris Knight Ranger: jaren terug vocht Daggeron tegen de verrader Calindor en veranderde hem in een mummie. Hierbij werd hij zelf in een kikker veranderd. Jaren later vinden de Rangers Calindor’s gemummificeerde lichaam, de magische lamp van Dageron en Dageron in kikkervorm. Door een kus van Madison verandert Daggeron weer in zichzelf. Als Solaris Knight Ranger gebruikt hij de kracht van de zon. Daggeron is een van de twee leerlingen van Leanbow. Daggeron heeft ook een Ancient Mystic Mode die hij voor het eerst gebruikt in gevecht met Imperius.
- Udonna/Witte Mystic Ranger: Udonna is een machtige tovenares en de mentor van de Rangers. Ze was ooit zelf de witte Ranger met de macht over ijs, maar sinds Koragg haar versloeg in een gevecht en haar Snow Staff afpakte is ze haar Ranger kracht kwijt. Sindsdien helpt ze de Rangers om betere tovenaars te worden. In hun gevecht met Morticon weet Udonna tijdelijk haar Snow Staff terug te krijgen en verschijnt in Ranger vorm om de Rangers te helpen. In een latere aflevering wordt ze ontvoerd door Hekatoid, een van de Ten Terrors. Clare en Phineas weten haar te bevrijden en LeeLee geeft Udonna haar Snow Staf terug.

### Hulp
- Clare: een tovenares in training en Udonna’s nichtje en assistent. Haar spreuken doen nooit wat zou moeten en veroorzaken vaak alleen maar meer ellende. Later blijkt dat Clare’s moeder Niella, Udonna's zus, de bewaakster was van de poort naar de onderwereld. Clare is voorbestemd deze taak over te nemen en doet dit in aflevering 584. Als de “Gatekeeper” gebruikt ze de kracht van de maan. Haar wapen is een staf en ze kan zelf veranderen in een soort Titan genaamd "de shining moon warrior". Echter: in haar Gatekeepers vorm kunnen anderen haar gebruiken om de poorten van de onderwereld op te roepen. Na Morticons dood verliest Clare haar krachten als de Gatekeeper weer. Aan het eind van de serie krijgt ze van Magic Mother de kracht van een tovenares.
- Toby: de manager van de winkel waar de Rangers werken. Hoewel hij niet weet dat ze Rangers zijn geeft hij hen wel vaak waardevol advies. In de laatste aflevering spoort hij de inwoners van Briarwood aan om tegen The Master te vechten.
- Phineas: Phineas is een Troblin, een kruising tussen een Trol en een Goblin. Hij is bij beide rassen een verschoppeling. Hij helpt de Mystic Rangers en waarschuwt hen over “The Master”. In de laatste aflevering spoort hij de magische wezens aan tegen The Master te vechten.
- Fire Heart: de Fire Heart was een item waar zowel de rangers als de ondoden naar zochten. Uiteindelijk bleek het een drakenei te zijn wat door Claire werd uitgebroed. Deze Fire Heart draak kan combineren met Nick’s legend mode.
- The Tribunal of Magic: een trio van tovenaars die toezicht houden op alle magie. De Rangers zochten hen op toen Imperius Jenji gebruikte om een wereld te creëren waarin de Mystic Force Rangers niet bestonden. Niet alleen maakte het tribunaal de wens ongedaan, ze gaven de Rangers ook hun Legend krachten.
- Ancient Titans: deze magische wezens zijn de krachtbron van de Rangers. Ze zijn als de Sky Saints in Magiranger.
- Snow Prince: een van de Ancient Titans die normaal verblijft in een andere dimensie. Hij komt naar de Aarde om Daggerons rol als leraar van de Rangers over te nemen.
- Mystic Mother: de keizerin van alle goede magie, en de heerser over de Magische dimensie. Ze verschijnt in de laatste twee afleveringen. Sommige fans vermoeden dat ze vroeger niemand minder was dan Rita Repulsa, de vijand uit Mighty Morphin Power Rangers die aan het eind van Power Rangers: In Space door Zordons energiegolf goed werd, iets dat door Udonna bevestigd wordt en door het feit dat ze gespeeld werd door Machiko Soga, degene die ook Rita in MMPR seizoen een speelde.
- Jenji: een sterke kat-achtige Djinn en een vlotte prater. Hij is de Rangers nieuwste bondgenoot en een oude vriend van Udonna. De lamp waar hij in zat lag verborgen in dezelfde grot als de relikwie waar Imperious in zat. Hij is een beetje een lafaard.

### Koragg/Leanbow/Wolf Warrior
Koragg, bijgenaamd de wolf-ridder, is een krijger die in eerste instantie aan de kant van de ondoden leek te staan. Hij is een sterke vechter en tovenaar. Hij begeleidt de onderwereldmonsters en vecht zelf vaak met de Rangers. Vreemd genoeg bleek hij Udonna ergens van te kennen en zij hem ook. Hij ziet Nick als zijn grootste vijand. In een gevecht tegen Nick werd Koragg bijna vernietigd door hem en verloor zijn zwaard. Nadat Morticon is verslagen neemt Koragg Morticons zwaard als zijn eigen. Koragg moet niets hebben van Imperious en volgt alleen bevelen op van The Master. Toen Imperius Jenji gebruikte om een wereld te scheppen waarin de Rangers niet bestonden hielp Koragg hen om bij het Tribunal of Magic te komen.
Later blijkt dat Koragg in werkelijkheid Leanbow is, Udonna’s echtgenoot en Nick/Bowen’s vader. Hij verslaat The Master, maar lijkt hierbij zelf ook om te komen. In werkelijkheid is hij ondergedoken en houdt The Master’ geest vast om te voorkomen dat hij weer terugkeert. Leanbow wordt uit zijn schuilplaats gelokt wanneer zowel Megahorn als Black Lance de rangers bevechten. Dit verraad tevens zijn positie, waarna Scuplin, Gekkor en Matoombo hem opzoeken en The Masters geest bevrijden. Ze slagen hierin en laten Leanbow voor dood achter. Udonna weet hem echter te redden, waarna Leanbow zich bij de Rangers aansluit als de nieuwe Wolf Warrior, een rood gekleurde versie van Koragg.

### Vijanden
De ondoden zitten opgesloten in de onderwereld, die is afgesloten door een grote poort. Echter, doordat er scheuren in de poort zijn ontstaan kunnen ze langzaam ontsnappen.
- Morticon: de leider van de ondoden, maar heeft een grote rivaliteit met Koragg. Hij is deels machine, deels draak. Hij zit echter vast in de onderwereld omdat geen spreuk sterk genoeg is om hem te helpen ontsnappen. Slechts eenmaal is hij erin geslaagd de onderwereld te verlaten met Koraggs hulp, maar werd net zo hard weer teruggestuurd door de Rangers. Hij gebruikt kort daarop Clare om de poorten van de onderwereld te openen en te ontsnappen. Hij wordt verslagen door de Rangers, geholpen door Udonna en Clare.
- Imperious: Een gemummificeerde tovenaar die werd bevrijd uit een oude relikwie door Necrolai. Hij neemt Morticons rol over als leider van de ondoden. Hij is erg arrogant. Oorspronkelijk was hij de tovenaar Calindor. Een krijger van hetzelfde ras als de mystic titans (de zords van de rangers) en eveneens een leerling van Leanbow. Hij verraadde de anderen en werd door Dageron in een mummie veranderd. 
 Imperius deinst er niet voor terug om verboden magie te gebruiken. Hij wordt uiteindelijk gedood door Daggeron in een duel. Vlak voor hij sterft kondigt hij de komst van de Ten Terrors aan.
- The Master: de leider van de monsters uit de onderwereld. Hij verschijnt voor het eerst wanneer Imperius hem de legendkrachten van de rangers geeft zodat hij kan ontsnappen. Hij wordt kort hierop echter verslagen door Leanbow. 
 In zijn laatste poging te winnen valt hij de magische dimensie binnen, en valt vervolgens persoonlijk Briarwood aan. Hij wordt verslagen wanneer alle inwoners van Briarwood en het bos tegen hem samenspannen en de Rangers de kracht geven om The Master te verslaan.
- Necrolia: de vampier koningin. Ze kan vliegen en in tegenstelling tot normale vampiers tegen zonlicht. Ze vertrouwt Koragg niet, maar het is maar de vraag of ze zelf wel te vertrouwen is. Ze heeft een dochter genaamd LeeLee. Ze keert zich uiteindelijk tegen The Master en de Terrors wanneer Sculpin bekendmaakt ook LeeLee te zullen doden. Aan het eind van de serie veranderd ze in een gewoon mens.
- LeeLee: wanneer LeeLee voor het eerst verschijnt lijkt ze gewoon een normale, ietwat verwende tiener. Echter niets is minder waar. Ze is de dochter van Necrolai en heeft in haar opdracht gedurende de drie maanden voordat de ondoden verschenen de mensenwereld bespioneert. Later begint ze te twijfelen aan haar rol als helper van de ondoden, en helpt ze zelfs Udonna haar Snow Staff terug te krijgen.
- Hidiacs: de zombie soldaten van de ondoden.
  - Stickzoids: sterkere versies van de Hidiacs. Dienen als aanvoerder van een groep Hidiacs.
- Ten Terrors: de Ten Terrors zijn de sterkste onderdanen van The Master. Ze werden ontdekt door Necrolai nadat Imperius en The Master waren verslagen. Ze volgen de regels van duistere magie in de hoop zo The Master te kunnen laten terugkeren. Een voor een worden ze door de Stone of Judgment uitgekozen om naar de Aarde te gaan en hun bestraffing los te laten op de bovenwereld.
  - Magma
  - Oculous
  - Serpentina
  - Megahorn
  - Hekatoid
  - Gekkor
  - Matoombo
  - Itassis
  - Black Lance
  - Sculpin

## Zords
- Titan Zords/ Titan Megazord 
 De Rangers kunnen met de spreuk “Galwit Mysto Prifior” veranderen in de Titan Zords, kolossale wezens gebaseerd op mythologische dieren. In deze Titan vorm kunnen ze combineren tot de Titan Megazord. De Titan Megazord is gewapend met een zwaard en kan vliegen.
- Mystic Phoenix: de Titan vorm van de Rode Mystic Ranger, gewapend met een zwaard.
- Mystic Sprite: de Titan vorm van de Roze Mystic Ranger.
- Mystic Garuda : de Titan vorm van de Gele Mystic Ranger.
- Mystic Minotaur: de Titan vorm van de Groene Mystic Ranger.
- Mystic Mermaid: de Titan vorm van de Blauwe Mystic Ranger.
  - Titan Megazord Dragon Mode: de combinatie van Mystic Garuda, Mermaid, Sprite en MagiTaurus.
- Catastros: Catastros is een enorm paard dat kan worden opgeroepen door Koragg. Koragg is de enige die er ooit in is geslaagd Catastros te temmen en sindsdien is Catastros loyaal aan hem. Echter: toen Nick Catastros hielp, won hij het vertrouwen van hem.
  - Centaurus Wolf Megazord, Centaur mode: wanneer Koragg tot enorm formaat groeit kan hij combineren met Catastros tot een soort centaur.
  - Centaurus Wolf Megazord: de tweede combinatie van Koragg met Catastros. Hierbij vormt Catastros een pantser voor Koragg en een nieuw wapen.
  - Centaurus Phoenix Megazord: niet alleen Koragg, maar ook Nick als de Mystic Phoenix kan combineren met Catastros. Ook hierbij vormt Catastros een pantser, maar nu voor de Mystic Phoenix. Nick doet dit voor het eerst in de aflevering "Legendary Catastros". In de aflevering "the Gatekeeper part II" verschijnt de Centaurus Phoenix Megazord nog een keer.
- Solar Train/ Solar Streak Megazord: de Solar train is de enige mechanische zord in de serie. Deze uit zes wagons bestaande trein is de zord van Dageron. De Solar Streak megazord is de megazord vorm van de trein.
- Legendary Titans/Manticore Megazord: de Legendary Titans zijn de twee zords waar de Rangers in kunnen veranderen nadat ze hun Legend krachten krijgen. De mantichora Megazord kan zowel de klauwen van de mystic Lion als een speer als wapen gebruiken.
  - Mystic Firebird: de Legendary Titan vorm van de rode ranger
  - Mystic Lion: de Legendary Titan vorm van de groene, gele, roze en blauwe rangers.
- Brightstar: een eenhoorn zord die sterk lijkt op Catastros. Brightstar kan naar andere dimensies reizen en combineren met de Mystic Phoenix.
  - Phoenix Unizord: de combinatie van de Mystic Phoenix en Brightstar. Deze combinatie werd slechts eenmaal gebruikt.

## Trivia
- Dit seizoen bevatte de 600e aflevering van Power Rangers.
- Udonna en Chip zijn de eerste twee Rangers met rood haar.
- Dit is het eerste Power Ranger team met capes aan hun kostuum. Magna Defender uit Power Rangers: Lost Galaxy had ook een cape, maar hij wordt door velen niet beschouwd als Ranger.
- Madison en Vida zijn de zussen van elkaar. Daarmee is Mystic Force het eerste Power Ranger seizoen met twee zussen in het team, en de vierde in termen van familie. 1e was Leo en Mike (Lost Galaxy) , 2e Ryan en Dana (Lightspeed Rescue) en 3e Hunter en Blake in (Ninja Storm) (hoewel zij adoptiebroers waren en geen bloedverwanten).
- Mystic force zal het tweede seizoen zijn met meer dan 7 Rangers in een team.
- Dit is het eerste seizoen waarin de Rangers zelf hun zords kunnen worden.
- Dit is het derde seizoen waarin de Rangers een vrouwelijke mentor hebben.
- Mystic Force is het eerste seizoen sinds Power Rangers: Lightspeed Rescue met alleen maar de originele Sentai vijanden en geen enkele Amerikaanse.
- Dit is het eerste seizoen met een titelsong in Hip-Hop stijl. De serie was al wel een keer eerder van de Rock/Heavy Metal-weg afgedwaald; Power Rangers in Space had haar titelsong in een mix tussen Techno en Rock.
- Voor Mystic Mother werd beeldmateriaal gebruikt van het magiranger personage Heavenly Arch Saint Magiel. Zij werd gespeeld door de in 2006 overleden actrice Machiko Soga, die tevens in Kyouryuu Sentai Zyuranger het personage Bandora speelde (waar Rita Repulsa op was gebaseerd). Haar stem werd opnieuw ingesproken door Barbara Goodson, die ook Rita’s stem deed.